# Luciový stoleček
Luciový stoleček, slovensky luciový stolček, maďarsky Luca széke, je zvláštní stolek či stolička o kterém se ve slovenské a maďarské lidové kultuře věřilo že pomáhá odhalovat čarodějnice. Vyráběl se dvanáct dní, mezi předvečerem svátku svaté Lucie a Štědrým večerem. Dokončován byl v kostele, na křižovatce či doma během půlnoční mše kdy na něm jeho výrobce seděl chráněn magickým kruhem a byl pokoušen ďáblem. Po úspěšném dokončení stolečku mohl jeho majitel rozpoznat čarodějnice a známky jejich činnosti, ale ty zároveň mohly rozpoznat jeho.
Na Slovensku se vyráběl ze smrkového či bukového dřeva a bez použití železných hřebíků, někdy byl opracován jen dvanácti seknutími sekerou. Při konečné fázi výroby byl výrobce chráněn kruhem nakresleným tříkrálovou posvěcenou křídou a nakonec útěkem domů, přičemž sypal mák či uhlí – po návratu domů již byl před čarodějnicemi chráněn. Namísto stoličky mohl být obdobným způsobem a ke stejnému účelu vyráběn také bič, kolo nebo provaz. Ve 20. století se stal tento předmět prakticky jen rekvizitou pověrečných příběhů. Výrobu stolečku znali také maďarští a rumunští Slováci.
V Maďarsku se tento stoleček, přirovnávaný k stoličce dojičky, a zdlouhavost jeho výroby ozývá v úsloví Úgy készül, mint a Luca széke – „Dělat to jako Luciinu stoličku“, vyjadřujícím, že někdo dělá něco velice pomalu. Každý den se mělo pracovat na jiné jeho části, přičemž podle jednoho zdroje měla být každá z těchto částí z jiného dřeva a to mělo být koupeno právě v den jeho užití. Poslední kolík ve stoličce měl pak být těsně před půlnoční mší. Ten kdo jej vyráběl se o tom neměl zmiňovat starým ženám – mohlo by se jednat o čarodějnice. Dokončován byl v nartexu kostela, přičemž o půlnoci či ve chvíli posvěcení hostie se pak má objevit malá postava, zjevně nějaký ďábel, jenž se bude člověka snažit vylákat z kruhu, a když ten odolá pokušení, ďábel mu nakonec dá vše, co mu slíbil.